# Louis Grillot
Louis Grillot, né le 18 avril 1932 au Creusot et mort le 12 août 2022 à Beaune, est un homme politique français.

## Biographie
Exploitant agricole de profession, Louis Grillot devient sénateur de la Côte-d'Or le 26 février 1998, en remplacement de Bernard Barbier, décédé. Réélu le 27 septembre 1998 au second tour, il ne se représente pas en 2008.

## Anciens mandats
- Maire de Censerey
- Conseiller général pour le canton de Liernais de 1989 à 2001[3] ; vice-président du conseil général de la Côte-d'Or